# 레알 바야돌리드

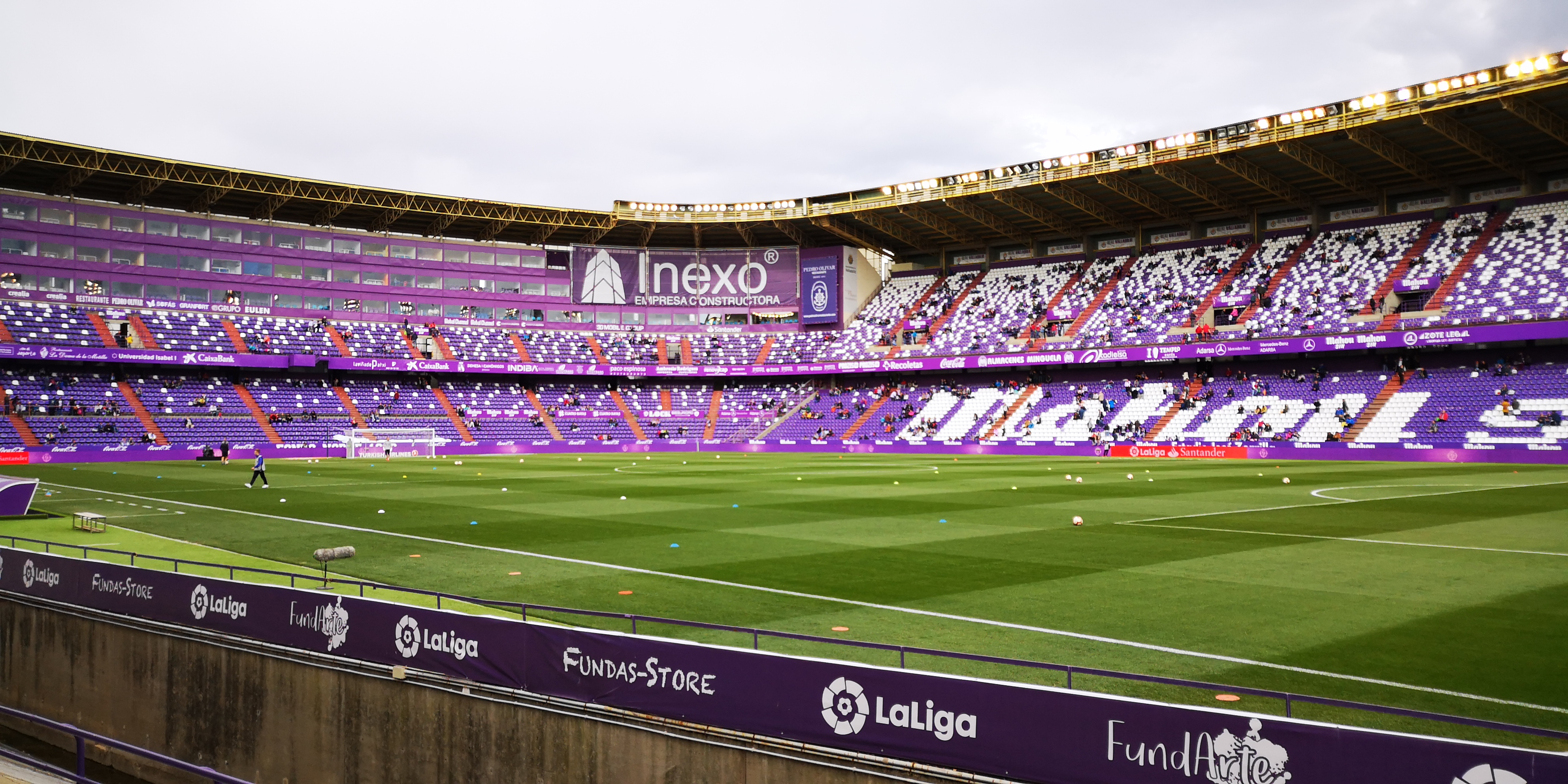

레알 바야돌리드 CF(스페인어: Real Valladolid Club de Fútbol, S.A.D.)는 바야돌리드에 위치한 에스타디오 호세 소리야 경기장을 근거로 하는 스페인의 축구 클럽이다.
이 축구단은 1928년 클루브 데포르티보 에스파뇰(Club Deportivo Español)과 레알 우니온 데포르티바(Real Unión Deportiva)를 통합하여 창단했고 현재 세군다 디비시온에 속해 있다.
2006-07 시즌은 세군다 디비시온에서 1위로 마감하여 프리메라리가로 승격했고 2009-10 시즌에 18위로 강등 되었다가 2011-12시즌에서 세군다 디비시온 3위로 다시 승격했다.

## 현재 선수 명단
2024년 9월 1일 기준
참고: FIFA 자격 규정에 따라 소속된 국가대표팀 국기를 표시합니다. 선수는 복수의 FIFA 비회원국 국적을 가지고 있을 수 있습니다.
| 번호 | 포지션 | 국적     | 이름                                   |
| ---- | ------ | -------- | -------------------------------------- |
| 1    | GK     | 포르투갈 | 안드레 페헤이라                        |
| 2    | DF     |          | 루이스 페레스 (부주장)                 |
| 3    | DF     |          | 다비드 토레스                          |
| 4    | MF     |          | 빅토르 메세게르                        |
| 5    | DF     |          | 하비 산체스 (주장)                     |
| 6    | DF     | 튀르키예 | 젱크 외즈카자르 (발렌시아에서 임대)    |
| 7    | FW     | 세네갈   | 마마두 실라                            |
| 8    | MF     |          | 키케 페레스                            |
| 9    | FW     |          | 마르쿠스 안드레                        |
| 10   | FW     |          | 이반 산체스                            |
| 11   | FW     |          | 라울 모로                              |
| 12   | MF     |          | 마리오 마르틴 (레알 마드리드에서 임대) |
| 13   | GK     |          | 카를 헤인 (아스널에서 임대)            |

| 번호 | 포지션 | 국적       | 이름                                |
| ---- | ------ | ---------- | ----------------------------------- |
| 14   | FW     |            | 후안미 라타사                       |
| 15   | DF     |            | 에라이 죄메르트 (발렌시아에서 임대) |
| 16   | MF     |            | 세사르 데 라 호스                   |
| 18   | FW     | 베네수엘라 | 다르윈 마치스                       |
| 19   | FW     | 세네갈     | 아마트 은디아예                     |
| 20   | MF     | 크로아티아 | 스탄코 유리치                       |
| 21   | MF     | 모로코     | 셀림 아말라                         |
| 22   | DF     |            | 루카스 로사                         |
| 23   | MF     | 모로코     | 아누아르                            |
| 24   | FW     |            | 케네지                              |
| 28   | MF     |            | 추키                                |
| —    | GK     |            | 알바로 아세베스                     |

## 역대 감독
| 감독                   | 임기      |
| ---------------------- | --------- |
| 호세 이라라고리        | 1952~1953 |
| 루이스 미로            | 1953~1956 |
| 에리베르토 에레라      | 1962      |
| 안토니 라마예츠        | 1962~1963 |
| 안토니 라마예츠        | 1965~1966 |
| 루디 구텐도르프        | 1975      |
| 파키토 가르시아        | 1977~1978 |
| 파키토 가르시아        | 1980~1982 |
| 요시프 스코블라르      | 1989      |
| 라파엘 베니테스        | 1995~1996 |
| 비센테 칸타토레        | 1996~1997 |
| 그레고리오 만사노      | 1999~2000 |
| 마르코스 알론소 페냐   | 2005~2006 |
| 호세 루이스 멘딜리바르 | 2006~2010 |
| 하비에르 클레멘테      | 2010      |
| 미로슬라브 주키치      | 2011~2013 |
| 루비 시실리아          | 2014~2015 |
| 가이스카 가리타노      | 2015      |
| 세르히오 곤살레스      | 2018~2021 |
| 호세 로호 파체타       | 2022~2023 |
| 파울로 페촐라노        | 2023~2024 |
| 디에고 코카            | 2024 ~    |